# Águas de São Pedro
Águas de São Pedro est une commune brésilienne (municipio) de l'État de São Paulo. Elle est située au nord de la capitale de l'État à une distance d'environ 184 km.
Sa population était estimée à 3 205 habitants en 2016. La municipalité s'étend sur 3,612 km2. Son altitude est de 515,24 m.

## Démographie
| Évolution de la population (municipalité) | Évolution de la population (municipalité) | Évolution de la population (municipalité) | Évolution de la population (municipalité) |
| Année                                     | Population                                |                                           | %±                                        |
| ----------------------------------------- | ----------------------------------------- | ----------------------------------------- | ----------------------------------------- |
| 1950                                      | 459                                       |                                           | —                                         |
| 1960                                      | 585                                       |                                           | 27,5%                                     |
| 1970                                      | 830                                       |                                           | 41,9%                                     |
| 1980                                      | 1 091                                     |                                           | 31,4%                                     |
| 1991                                      | 1 697                                     |                                           | 55,5%                                     |
| 2000                                      | 1 883                                     |                                           | 11,0%                                     |
| 2010                                      | 2 707                                     |                                           | 43,8%                                     |
| 2022                                      | 2 780                                     |                                           | 2,7%                                      |
| ,                                         |                                           |                                           |                                           |

## Géographie

### Climat
Le climat de Águas de São Pedro est de type tropical de savane.
| Mois                              | jan.  | fév.  | mars  | avril | mai  | juin | jui. | août | sep. | oct. | nov.  | déc.  | année   |
| --------------------------------- | ----- | ----- | ----- | ----- | ---- | ---- | ---- | ---- | ---- | ---- | ----- | ----- | ------- |
| Température minimale moyenne (°C) | 19,3  | 19,5  | 18,8  | 16,1  | 13,4 | 12   | 11,4 | 12,8 | 14,8 | 16,5 | 17,4  | 18,7  | 15,9    |
| Température moyenne (°C)          | 25    | 25,2  | 24,7  | 22,5  | 20,1 | 18,8 | 18,7 | 20,5 | 21,9 | 23   | 23,8  | 24,4  | 22,4    |
| Température maximale moyenne (°C) | 30,8  | 30,9  | 30,6  | 28,9  | 26,8 | 25,7 | 25,9 | 28,1 | 29   | 29,6 | 30,2  | 30,1  | 28,9    |
| Précipitations (mm)               | 221,5 | 191,2 | 149,2 | 71,8  | 62,3 | 44,1 | 26,7 | 27,1 | 64,3 | 124  | 133,5 | 191,8 | 1 307,5 |

## Religion
Le christianisme est présent dans la ville comme suit:

### Église Catholique
L'église catholique de la commune fait partie du Diocèse de Piracicaba.

### Église Protestante
Les croyances évangéliques les plus diverses sont présentes dans la ville, principalement pentecôtistes, notamment les Assemblées de Dieu brésiliennes (la plus grande église évangélique du pays),, Congrégation Chrétienne au Brésil, entre autres. Ces dénominations se développent de plus en plus dans tout le Brésil.